# Kloster Speedsteel AB
Kloster Speedsteel AB, tidigare snabbstålstillverkare bildad 1982 genom fusion mellan snabbståldelarna inom Uddeholmskoncernen i Söderfors och Fagerstakoncernen i Långshyttan och Vikmanshyttan. Företaget, som ingick i Kinnevikskoncernen, gick 1992 samman med franska Commentryenne, varvid Erasteel Kloster AB bildades.

## Tidslinje, företagsnamnet Kloster
- 1400-talet–1888 Klosters bruk, järnbruk i Kloster, Hedemora kommun.
- 1871–1927 Klosters AB, en företagsgrupp bestående av Klosters bruk, Långshyttan och Stjärnsunds bruk.
- 1927–1984 Klosterverken en företagsgrupp inom Fagerstakoncernen med tillverkning av snabbstål och rostfritt stål i Klosters bruk, Långshyttan och Stjärnsunds bruk.
- 1982–1992 Kloster Speedsteel AB
- 1992– Erasteel Kloster AB, bildat genom sammanslagning av Kloster Speedsteel och den franska snabbstålstillverkaren Commentryenne.

Orten Kloster är den ort, som varit säte för Klosters bruk och också har givit namn åt Klosters AB, Klosterverken och Kloster Speedsteel.  